# Erhard Körner
Erhard Körner fue un deportista alemán que compitió en luge. Ganó una medalla de plata en el Campeonato Europeo de Luge de 1939, en la prueba doble.

## Palmarés internacional
| Campeonato Europeo | Campeonato Europeo     | Campeonato Europeo | Campeonato Europeo |
| Año                | Lugar                  | Medalla            | Prueba             |
| ------------------ | ---------------------- | ------------------ | ------------------ |
| 1939               | Reichenberg (Alemania) | Medalla de plata   | Doble              |